# Green Scare

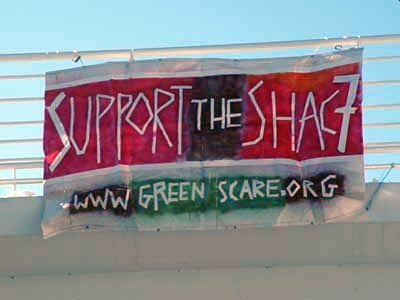
Banner zu SHAC 7

Der Ausdruck Green Scare wird von Umwelt- und Tierrechtsaktivisten in Anlehnung an den Begriff der Red Scare, der Phasen der Angst vor einer kommunistischen Infiltrierung in der US-Geschichte bezeichnet, verwendet. Dabei wird in erster Linie Bezug auf das Vorgehen der US-Regierung gegen die radikale Umweltbewegung und Tierbefreiungsbewegung genommen.

Vermutlich fiel der Begriff zuerst im Frühjahr 2002 im Kontext eines Newsletters mit Informationen zu Gefangenen, die der Earth Liberation Front (ELF) zugerechnet werden.
In Bezug auf die USA ist in Zusammenhang mit der Green Scare häufig die Rede vom Animal Enterprise Terrorism Act, einem Bundesgesetz, das Terrorismus gegen Tiernutzungsbetriebe verhindern soll.
Nicht die Aktivisten, die sich bereits durch ihre illegalen Aktionen strafbar machten, sondern diejenigen, die sich bisher im Rahmen legaler Protestmöglichkeiten bewegt hätten, seien Ziele derartiger Gesetzesnovellen, wird von Seiten der Protestbewegung kritisiert.
Konkret werden die Inhaftierungen von Aktivisten der Stop-Huntingdon-Animal-Cruelty-Kampagne als Auswüchse einer Green Scare bezeichnet. Ebenso wird im Kontext des Begriffs auch Bezug auf die sogenannte Tierschutzcausa genommen, in deren Rahmen einige österreichische Tierrechtsaktivisten angeklagt sind, Mitglieder einer kriminellen Organisation zu sein.